# 蔡哲 (明初官員)
蔡哲（1336年—1396年），字思贤，武昌人。明朝初期政治人物。

## 生平
早年追隨陈友谅，后歸附朱元璋，任浙江參政。洪武二年，任中書省参知政事，同年五月，因建立福建行省，其擔任福建參政。洪武三年，升任御史台侍御史。同年因事連坐而被免，隨後去世。明太祖朱元璋赐棺归葬乡里。